# 乐天利
乐天利（英語：Lotteria）是日本Zensho集團旗下的一家跨国速食连锁店，在日本、韓國、中国大陸、越南和印尼都有分店。
乐天利名称源于其創辦公司的名称乐天集团，由Lotte與Cafetería合成的Lotteria 。乐天利最初由韓裔日本人辛格浩於1972年，在日本东京成立了LOTTERIA，隨後於1979年，在韓國也開設了LOTTERIA。
韓國LOTTERIA公司在2017年，更名為Lotte GRS (Global Restaurant Service)，LOTTERIA至此成為其旗下餐廳品牌之一。 
樂天集團在2023年2月，將LOTTERIA所有股份售予食其家母公司Zensho集團。

## 历史

### 日本

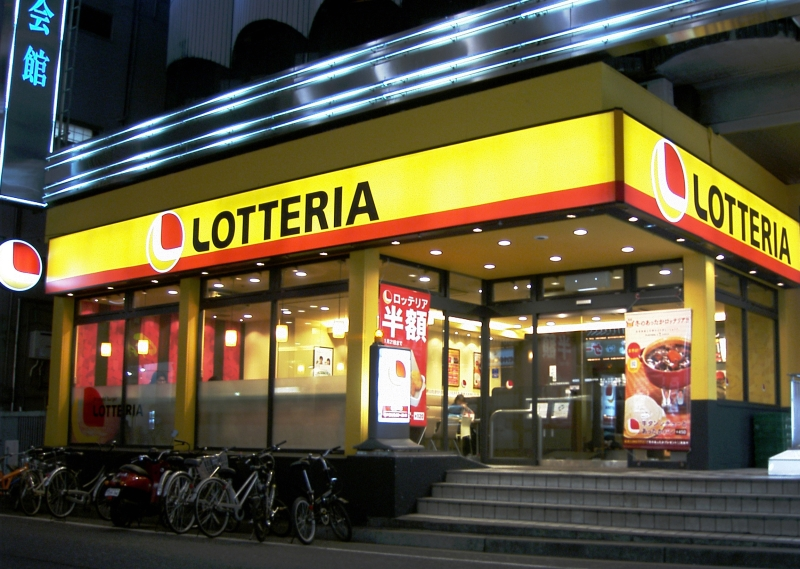
日本的一家乐天利连锁店

1972年9月，第一家乐天利店在日本东京日本桥开业。其採用的店名英文名稱「Lotteria」，為來自於母公司樂天集團英文名「Lotte」、與食堂的英文字詞「Cafeteria」中的「ria」合併而成，並剛好與義大利語中的樂透彩券為同一字。
儂特利在1980年開始走向開發與其它速食店不同餐點的路線，之後在1990年代期間曾因營運方針不確定、或是低價路線及新菜單不受歡迎曾一度經營不善。
2005年11月儂特利在企業經營協助公司Revamp Corporation的出資下，做了一次企業重組，之後Revamp Corporation的執行董事玉塚元一在2006年就任為儂特利的執行長，並在2007年收益盈虧轉正。先前的儂特利被認為太在乎對手麥當勞的存在，而未能訂下一貫的經營方針，之後轉型以聽取消費者心聲的手法才改善利潤。

### 韓國

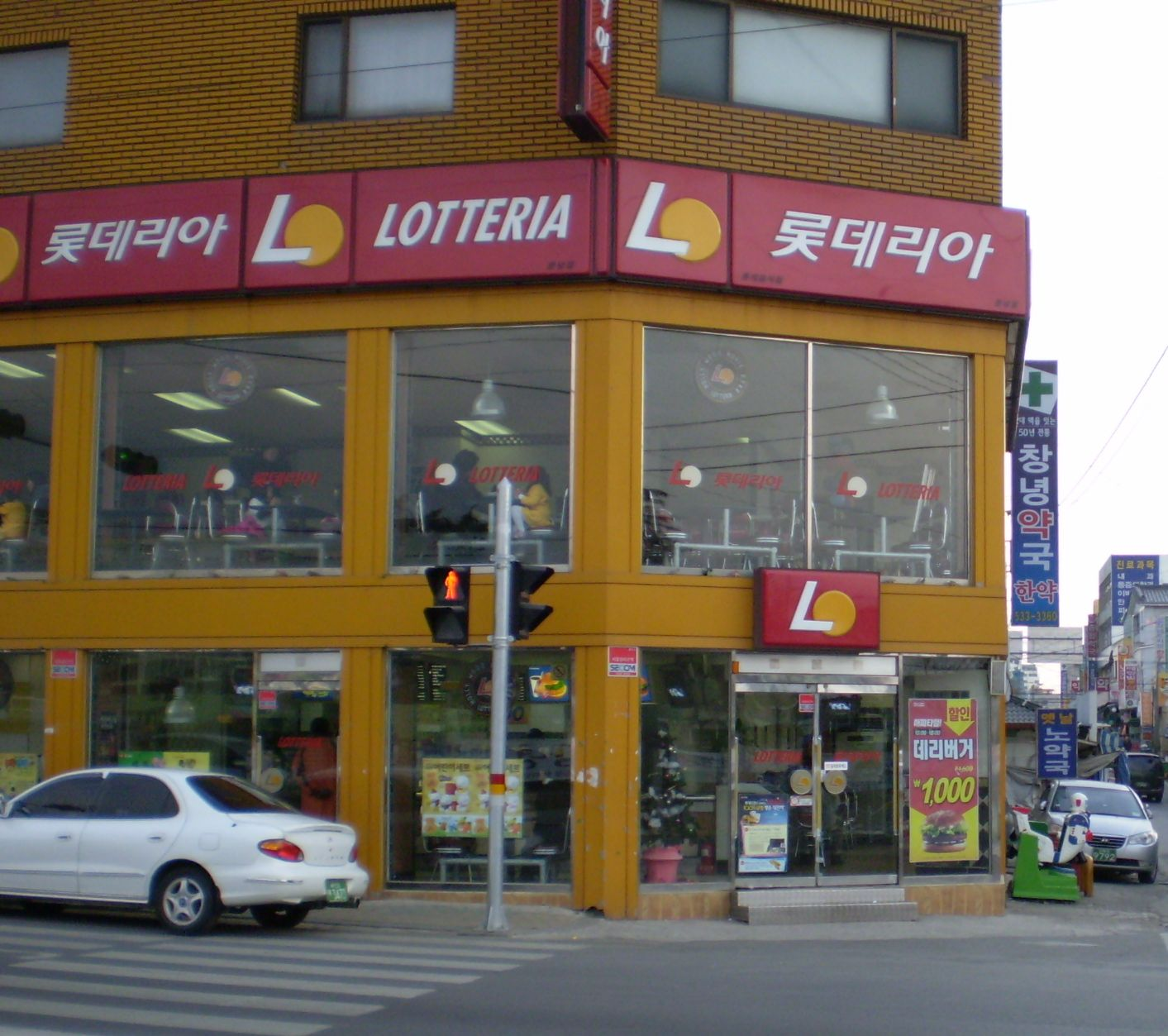
韩国一家乐天利连锁店

1979年在韩国开始开分店，第一間韓國門市是位於首爾的樂天百貨裡。
韓國儂特利於2001年在便韓國速食市場裡便佔有了45%的市佔率，之後在2006、2007年仍持續成長了10%、16%，市场份额在韩国达到近60%，使得乐天利在韩国击败了世界快餐巨头麥當勞成为韩国第一大快餐店。另在2009年5月，韩国乐天利收购了美国T.G.I. Friday's在韩国的业务。及2010年收购了日本的汉堡王。
另為了響應政府對於使用過的紙杯能確實達到回收的政策，韓國儂特利及相關的速食產業會對客戶收取約50至100韓元的使用紙杯之押金，若客戶能確實在一定時間至門市退回使用過紙杯則可領回押金，如仍未至期限內退回紙杯該押金則投入至社會上的公益、環保活動。

### 台灣
1986年，台灣第一家儂特利在臺北市士林區誕生，為震旦行引進。是許多台灣成年人兒時的回憶。後來隨著台灣速食店迅速增加，儂特利因此備受威脅。
1999年以生產飲料蘋果西打、與樂天集團有往來關係的旭順食品，以新台幣一億元接手儂特利。近年來台灣儂特利一直維持4間門市營運，包含信義店、仁愛店、石碇服務區店以及2014年新開設的捷運松山店。
2015年石碇店關閉，2017年捷運松山店關閉，旭順食品改在台灣第一間儂特利的誕生地士林區中正路上開設全新分店，店內裝潢擺設走最新的花園模式，一度在當地成為話題。
2018年為了打入百貨市場開設於誠品信義店美食街
2019年受大西洋飲料公司財務問題，旭順食品為其股東而受到牽連，旗下儂特利甚至被媒體爆出發不出薪水，而截至2019年9月為止，台灣僅剩2家儂特利門市，原有的誠品店、士林店宣布結束營業，僅剩二間信義店及仁愛店苦苦支撐。後來信義店倒閉，儂特利僅剩一間仁愛店。
2020年9月士林店變更原址重新開幕，英文名稱改為LONTALAE。目前已歇業。
2022年3月5日誠品信義店亦重新開幕，目前已撤櫃。

#### 現有分店
| 店名   | 電話          | 地址                      |
| ------ | ------------- | ------------------------- |
| 仁愛店 | (02)2391-4303 | 台北市中正區仁愛路一段8號 |

### 中国大陸

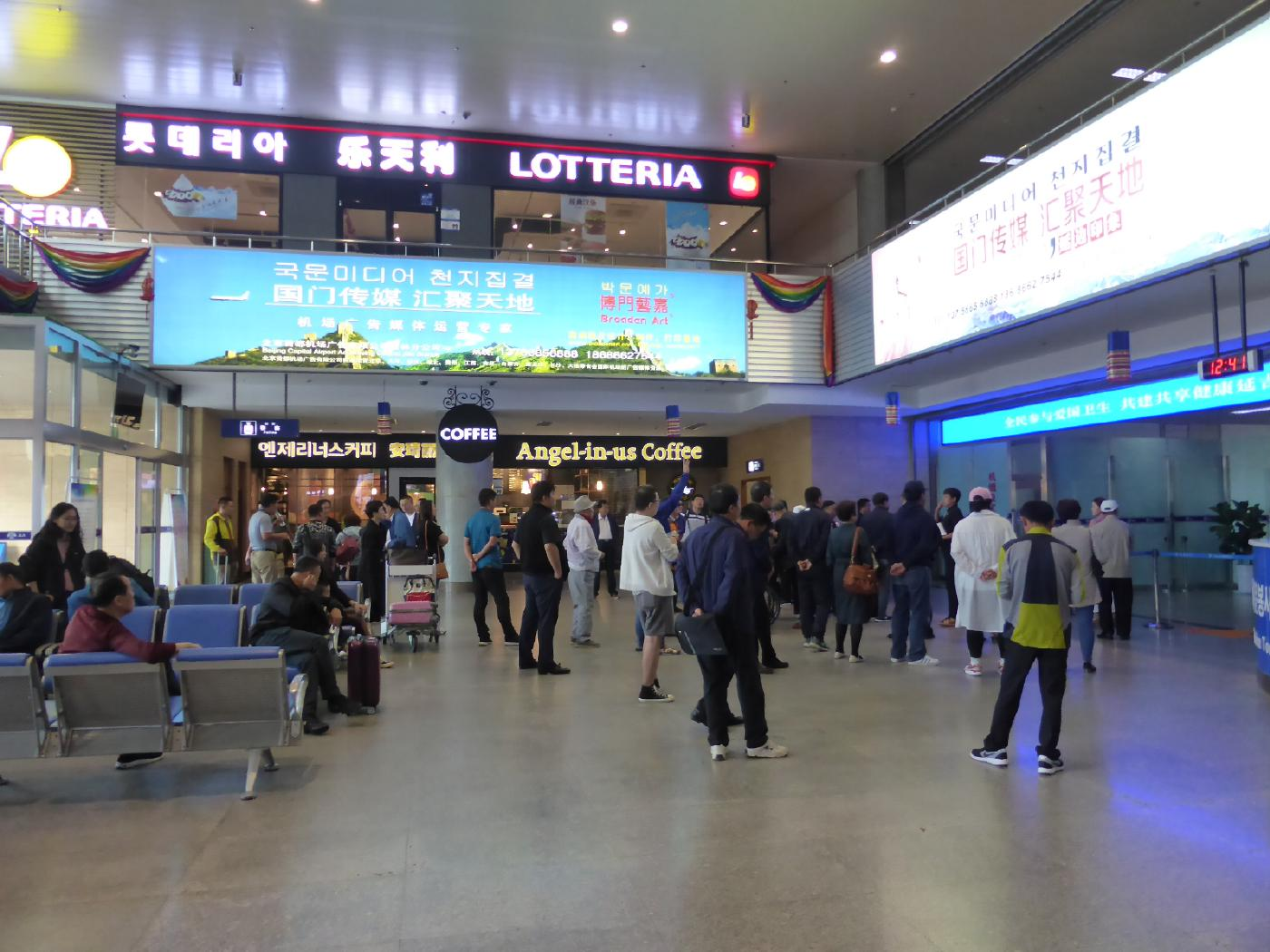
延吉朝阳川国际机场的乐天利和安琦丽诺咖啡门店

乐天利在1994年首次进入中国大陸市场，以北京为中心展开经营，但因经营不善，曾于2003年一度退出中国大陸市场。
2008年，乐天利重返中国大陸市场，并以延边朝鲜族自治州为中心陸續在北京、天津、青岛、烟台、沈阳、长春、营口、吉林市等其他城市开店，数量最多时曾接近30家，并在部分城市开设了安琦丽诺咖啡门店。但由于萨德事件的原因，乐天利及安琦丽诺在中国大陆各地的分店陆续关闭或更名，且已与乐天集团无关，例如沈阳的乐天利门店在结业前曾将中英文名称改为“乐谷利”和“Locooria”，安琦丽诺咖啡则更名为“安琦诺”和“Angel Coffee”。

### 越南
2004年乐天利进入越南市场後取得巨大成功，在越南快餐业市场份额高达45%，远远超出世界快餐巨头麦当劳、肯德基在當地經營的店數，并以此为契机积极开拓东南亚市场，开始进入印尼和缅甸市场。

### 印尼
位在印尼的第一家門市，是2011年10月於雅加達誕生，但2020年全面退出印尼市場。

## 各地特色

### 餐點

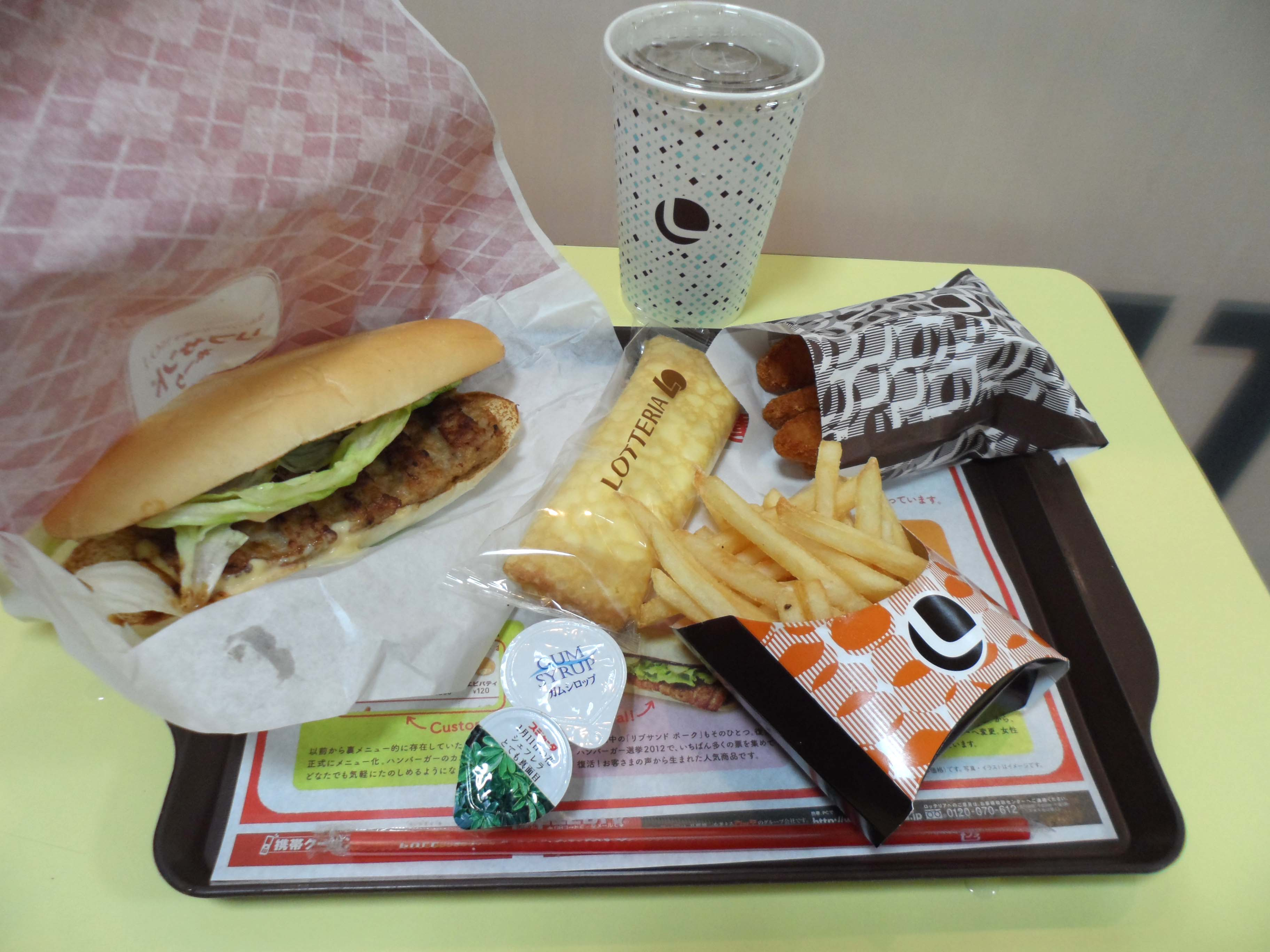
东京一家乐天利的午餐

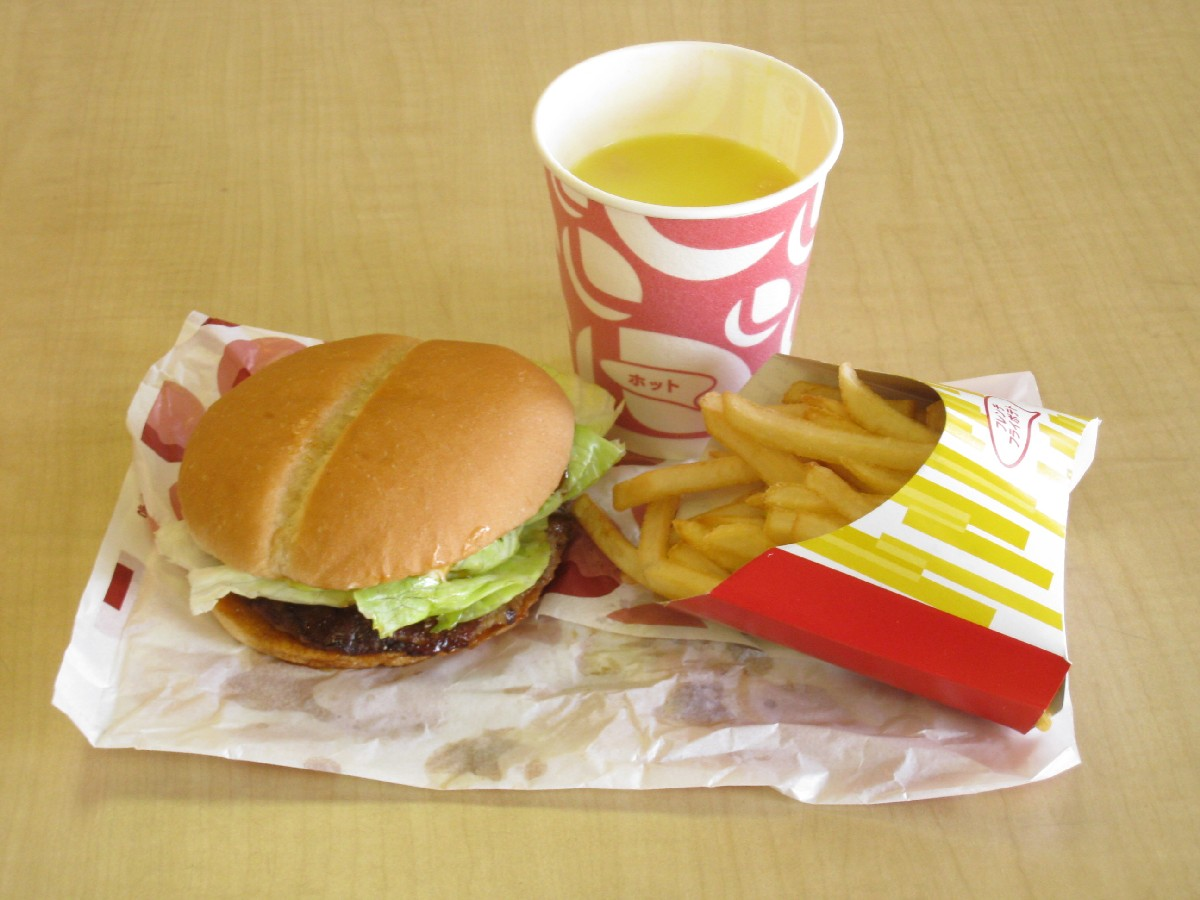
日本乐天利照烧汉堡套餐

乐天利在世界各地依照各国饮食的不同而有所不同。在日本，儂特利起初的餐點除了義式三明治外，其餘皆是一般速食店常見的漢堡、咖啡等食品。之後1977年儂特利開始研發炸蝦漢堡、肋排堡、或是偏向日式照燒、松茸口味的漢堡。另曾展开以“HOTSUM－MER”为名的宣传活动，推出“香辣印度烤鸡堡”、“香辣炸鸡”、“西红柿香辣印度烤鸡堡”和“芝士香辣印度烤鸡堡”等受欢迎的产品。一些較特定的門市；如位於樂天集團所屬的職業棒球球隊千葉羅德海洋的主場千葉海洋球場裡，便會販售冠上球隊人名的特定餐點。像曾推出擔任過球隊教練的巴比·瓦倫泰漢堡，或是前羅德一壘手的金泰均漢堡。而因金泰均在羅德海洋隊裡的球衣號碼是52號，只要每當金泰均在主場敲出全壘打時，前52個點購金泰均漢堡的客人能以50日圓的優惠價購買。
在韩国，乐天利在菜色上有推出适合韩国人當地口味的新产品，如有搭配泡菜的漢堡。另為了減少速食對於健康的危害，韓國儂特利在餐點上盡可能減少反式脂肪的比重，並研發出卡路里含量較輕的食品，如以黑麥麵包料理的漢堡其熱量僅350卡。另在2008年企劃將連鎖門市營造成具備咖啡館的氣氛，以吸引女性或輕食取向的顧客。
在台湾，儂特利餐點以一般速食店常見的炸雞、漢堡或義大利麵為主，未像日本或韓國儂特利有以在地食材作為開發的特定產品。儂特利在台灣以每月10號訂為「儂特利日」做為折扣活動，該時段點購任一套餐、飲料或點心可免費加大。
在中国大陸，乐天利的甜品红豆冰山很受欢迎，同时还推出了一些适合當地口味的汉堡等新产品，如飯類、豆漿等餐點。

### 無線網路
乐天利在日本的門市的無線網路服務導入是與電信商NTT DOCOMO合作，在2006年10月起先從82家門市開始啟用。之後再由另一廠商KDDI籌劃，讓顧客可使用au Wi-Fi SPOT等服務功能。
乐天利在韩国門市的無線網路使用方面，韓國儂特利則在2003年與韓國通信及英特爾合作，導入了Wifi相關設備系統。

### 與動畫界的商業搭配
比照另一速食產業麥當勞在兒童年齡層的動畫作品《神奇寶貝》、《星際寶貝》裡採用商業搭配的行銷手法，儂特利則主打青少年齡層的動畫市場，曾合作過的作品包括《福音戰士新劇場版》、《超時空要塞Frontier》2009年劇場版、《K-ON！》2011年劇場版、及《我的朋友很少》等。

## 爭議

### 欠薪
2019年4月18日22:00  台灣儂特利速食店爆欠薪　北市勞動局證實有75名員工被欠薪，台灣好新聞 地方中心／台北報導。
2019年4月18日21:40  北市勞動局證實 儂特利欠75名員工薪水，聯合報 記者劉柏均╱即時報導。

## 全球店數
- 日本：392家[28]
- ：1065家[29]
- 臺灣：1家
- 中国大陆：39家[18]
- 越南：116家[17]

## 外部連結
- 越南樂天利（页面存档备份，存于）（越南文）
- 韓國樂天利 （页面存档备份，存于）
- 日本樂天利 （页面存档备份，存于）（日語）
- 台灣公司資料
- 乐天利的Facebook專頁